# ポール・ナース
ポール・M・ナース（Paul M. Nurse OM CH FRS FMedSci HonFREng HonFBA 、1949年1月25日 - ）は、イギリスの遺伝学者。元王立協会会長。
分裂酵母を材料にして細胞周期に欠損をもつ変異株の分離を手がけ、cdc2と呼ばれる遺伝子が細胞周期の主要な制御因子であることを見いだした。cdc2がコードするプロテインキナーゼは、サイクリンと複合体を形成して、細胞周期の進行を司ることが判明。この業績により、2001年にリーランド・ハートウェル、ティモシー・ハントとともにノーベル生理学・医学賞を受賞した。

## 略歴
- 1949年：イギリス、ノーフォークノリッジ生まれ。
- 1970年：バーミンガム大学卒。
- 1973年：イースト・アングリア大学博士課程修了。
- 1984年：英国癌研究基金（Imperial Cancer Research Fund [ICRF]）。
- 1988年：オックスフォード大学。
- 1993年：英国癌研究基金（Imperial Cancer Research Fund [ICRF]）。
- 2002年：Cancer Research UK。
- 2003年：ロックフェラー大学総長。
- 2007年：キュリー研究所 (パリ)国際科学諮問委員会委員長
- 2010年：王立協会会長。
- 2017年：ブリストル大学総長[1]。

## 受賞歴
- 1992年 ガードナー国際賞、ローゼンスティール賞、ルイ＝ジャンテ医学賞
- 1995年 ロイヤル・メダル
- 1996年 ハイネケン賞
- 1998年 アルバート・ラスカー基礎医学研究賞
- 2001年 ノーベル生理学・医学賞
- 2005年 コプリ・メダル
- 2013年 アルベルト・アインシュタイン世界科学賞

## 栄典
- 1989年 王立協会フェロー
- 1995年 米国科学アカデミー外国人会員
- 2018年 旭日重光章[2]
- 2022年 メリット勲章

## 書籍
- 「WHAT IS LIFE? 生命とは何か」 竹内薫 訳、ダイヤモンド社 2021年 ISBN 978-4-478-11107-9